# Hiena
- Commons
- Commons
- Wikcionário
- Wikispecies

Hyaenidae é a família da ordem Carnivora que inclui os vários tipos de hienas e o protelo. O grupo habita as planícies e savanas da África e oeste da Ásia e nenhum dos seus membros corre atualmente perigo de extinção — apesar de a hiena-castanha possuir uma distribuição geográfica restrita ao sul da África.
Apesar de se parecerem exteriormente com os canídeos, as hienas têm maior afinidade com a família Viverridae e, juntamente com os membros dessa última e com os membros da família Felidae, têm origem na extinta família Viverravidae.
Uma das características das hienas, é que são extremamente fiéis e amigas, podendo se considerar assim um animal muito leal. 

## Etimologia
"Hiena" vem do grego hýaina (ὕαινα), através do latim hyaena.

## Características
As hienas são animais carnívoros de médio a grande porte que ocupam lugares cimeiros na cadeia alimentar; a excepção é o lobo-da-terra que é insectívoro. A sua cabeça é grande em relação ao corpo, com orelhas relativamente grandes de terminação em bico ou arredondada e músculos maxilares poderosos. As patas traseiras, fortemente musculadas, são mais curtas que as patas da frente, o que dá um aspecto assimétrico ao animal. Apesar de serem caçadores eficientes, grande parte da alimentação das hienas é à base de carcaças que encontram ou que roubam a outros carnívoros. As hienas não são corredoras de velocidade, mas são resistentes e podem perseguir uma presa ao longo de vários quilómetros. A dentição é composta por 32 a 34 dentes fortes e adaptados à mastigação de ossos. O seu sistema digestivo está bastante bem adaptado à digestão de ossos e outras partes mais duras das suas presas. Esta eficiência em aproveitar todos os nutrientes de uma carcaça é uma das razões para o sucesso evolutivo do grupo — no qual as formas meramente corredoras, com uma dentição mais adaptada ao consumo de partes moles, desapareceram pela competição ecológica com os canídeos. À excepção do lobo-da-terra, que é solitário, as hienas são animais gregários e têm hábitos noturnos, embora possam pontualmente estar activas de dia.A hiena produz um som parecido com o de uma risada.
Suas sociedades são dominadas pelas fêmeas, o que não é comum entre mamíferos, e as fêmeas têm níveis de agressividade muito altos, gerando hormônios masculinos, o que de fato interfere na procriação. Até as crias são muito agressivas e é comum matarem-se umas as outras. As hienas nascem com os olhos abertos e os dentes inteiramente formados.
Vivem em clãs de até quarenta animais. Costumam caçar as presas como os lobos e raramente atacam em emboscada.
O grupo surgiu na Eurásia no Miocénico (há cerca de 10 milhões de anos), a partir da família Viverridae, tendo a separação dos géneros Crocuta e Hyaena ocorrido no Pliocénico. A máxima diversificação das hienas verificou-se no Plistocénico, com nove espécies que viviam na Europa, Ásia e África. As variedades europeias extinguiram-se no fim da Idade do Gelo, devido à extinção da megafauna de que se alimentavam e às dramáticas alterações climáticas que então ocorreram.

## Taxonomia da FamíliaHyaenidae

### Subfamília †Protictitheriinae
- Gênero †Protictitherium
- Gênero †Plioviverrops

### SubfamíliaProtelinae
- Gênero Proteles
  - Proteles cristatus - Protelo

### Subfamília †Ictitheriinae
- Gênero †Tungurictis Colbert, 1939
- Gênero †Thalassictis Nordmann, 1850
  - †Thalassictis robusta Gervais, 1850
  - †Thalassictis proava - Mioceno Médio-Superior, Paquistão
  - †Thalassictis (Miohyaena) certa (Forsyth-Major, 1903) - Mioceno Médio (MN 7-8), La Grive Saint-Alban (Isère, França
  - †Thalassictis montadai - Mioceno Médio, Hostalets de Pierola, Espanha
  - †Thalassictis sarmatica
  - †Thalassictis spelaea (Semenov, 1988)
- Gênero †Tongxinictis
- Gênero †Ictitherium Wagner, 1848
- Gênero †Hyaenotherium
  - †Hyaenotherium wongii
- Gênero †Miohyaenotherium
  - †Miohyaenotherium bessarabicum (Simionescu, 1937)
- Gênero †Hyaenictitherium Kretzoi, 1938
  - †Hyaenictitherium hyaenoides
  - †Hyaenictitherium parvum
  - †Hyaenictitherium pilgrimi
  - †Hyaenictitherium namaquensis

### SubfamíliaHyaeninae
Tribo †Chasmaporthetini
- Gênero †Lycyaena Hensel, 1861
  - †Lycyaena chaeretis
  - †Lycyaena dubia
  - †Lycyaena macrostoma
  - †Lycyaena crusafonti
- Gênero †Hyaenictis Gaundry, 1861
  - †Hyaenictis graeca
  - †Hyaenictis almerai
  - †Hyaenictis hendeyi
- Gênero †Chasmaporthetes Hay, 1921
  - †Chasmaporthetes ossifragus
  - †Chasmaporthetes australis
  - †Chasmaporthetes nitidula
  - †Chasmaporthetes silberbergi
  - †Chasmaporthetes exitelus
  - †Chasmaporthetes borissiaki
  - †Chasmaporthetes lunensis

Tribo Hyaenini
- Gênero †Metahyaena Viranta e Werdelin, 2003
  - †Metahyaena confector Viranta e Werdelin, 2003 - Mioceno Superior
- Gênero †Palinhyaena Qiu, Huang e Guo, 1979
  - †Palinhyaena reperta
- Gênero †Ikelohyaena
  - †Ikelohyaena abronia
- Gênero †Leecyaena Young e Liu, 1948.
  - †Leecyaena lycyaenoides
  - †Leecyena bosei
- Gênero Hyaena Brisson, 1862
  - Hyaena brunnea - Hiena-castanha
  - Hyaena hyaena - Hiena-riscada
- Gênero †Pliocrocuta Kretzoi, 1938
  - †Pliocrocuta perrieri Kretzoi, 1938
- Gênero †Pachycrocuta Kretzoi, 1938
  - †Pachycrocura pyrenica
  - †Pachycrocuta robusta
  - †Pachycrocuta brevirostris
  - †Pachycrocuta bellax
- Gênero †Adcrocuta Kretzoi, 1938
  - †Acrocuta eximia - Mioceno Superior, Akkaşdaği, Turquia
- Gênero Crocuta Erxleben, 1777
  - Crocuta crocuta - Hiena-malhada
- Gênero †Euryboas
  - Hiena-caçadora (extinta)

## Espécies e subespécies
- Hiena-malhada
- Hiena-riscada
- Hiena-castanha
- Pachycrocuta brevirostris (Hiena-gigante ou hiena-de-cara-curta) (extinta)
- Hiena-das-cavernas (extinta)